# Patria (partito politico ucraino)
Patria (in ucraino Bat'kivščyna; nome completo: "Всеукраїнське oб'єднання "Батьківщина", Vseukraїns'ke ob″jednannja "Bat'kivščyna", cioè Unione di tutti gli ucraini "Patria") è un partito politico ucraino di orientamento filo-occidentale e filo-europeo, guidato da Julija Tymošenko.

## Storia
Alle elezioni parlamentari del 2002 il partito fu il principale costituente della coalizione Blocco Julija Tymošenko.
Nel marzo 2005 il partito Jabluko si auto-liquidò e si unì al Partito della Patria.
Alle elezioni parlamentari del 2006 e alle elezioni parlamentari del 2007 il partito fu all'interno del Blocco Julija Tymošenko, che ottenne 156 su 450 seggi alla Verchovna Rada (il Parlamento ucraino).
Alle elezioni politiche del 2012 "Patria", superata l'esperienza del Blocco Tymosenko, ottenne il 25,5% dei consensi e 100 seggi.
Il partito ha lo status di osservatore all'interno del Partito Popolare Europeo.

## Risultati elettorali
| Elezione          | Voti      | %     | Seggi     |
| ----------------- | --------- | ----- | --------- |
| Parlamentari 2012 | 5.209.090 | 25,55 | 102 / 450 |
| Parlamentari 2014 | 894.837   | 5,68  | 19 / 450  |
| Parlamentari 2019 | 1.196.256 | 8,18  | 26 / 450  |

| Elezione           | Elezione | Candidato        | Voti       | %     | Esito                |
| ------------------ | -------- | ---------------- | ---------- | ----- | -------------------- |
| Presidenziali 2010 | I turno  | Julija Tymošenko | 6.159.810  | 25,05 | ❌ Non eletta/o (2º) |
| Presidenziali 2010 | II turno | Julija Tymošenko | 11.593.357 | 48,16 | ❌ Non eletta/o (2º) |
| Presidenziali 2014 | I turno  | Julija Tymošenko | 2.310.050  | 13,00 | ❌ Non eletta/o (2º) |
| Presidenziali 2019 | I turno  | Julija Tymošenko | 2.532.452  | 13,40 | ❌ Non eletta/o (3º) |